# Григорьевка (Матвеево-Курганский район)
Григорьевка — село в Матвеево-Курганском районе Ростовской области. Входит в состав Екатериновского сельского поселения.

## География

### Улицы
| - пер. Молодёжный - пер. Северный - пер. Степной - пер. Центральный - пер. Школьный | - ул. Береговая - ул. Кирова - ул. Советская |

## История
Село было основано в 1808 году Григорием Дмитриевичем Иловайским — племянником известного атамана войска Донского — Алексея Ивановича Иловайского. Земли в Миусском округе подполковник Иловайский получил за военную доблесть, храбрость и многочисленные военные заслуги перед Отечеством.
В 1906 году на пожертвования жителей села был построен однопрестольный храм Во имя Успения Пресвятой Богородицы. Согласно Ведомости о церкви за 1912 год, храм числился как приписная церковь к Вознесенскому храму слободы Федоровка (ныне село) Таганрогского округа Донской епархии.

## Население
| 2010 |
| ---- |
| 595  |